# Tumakuru

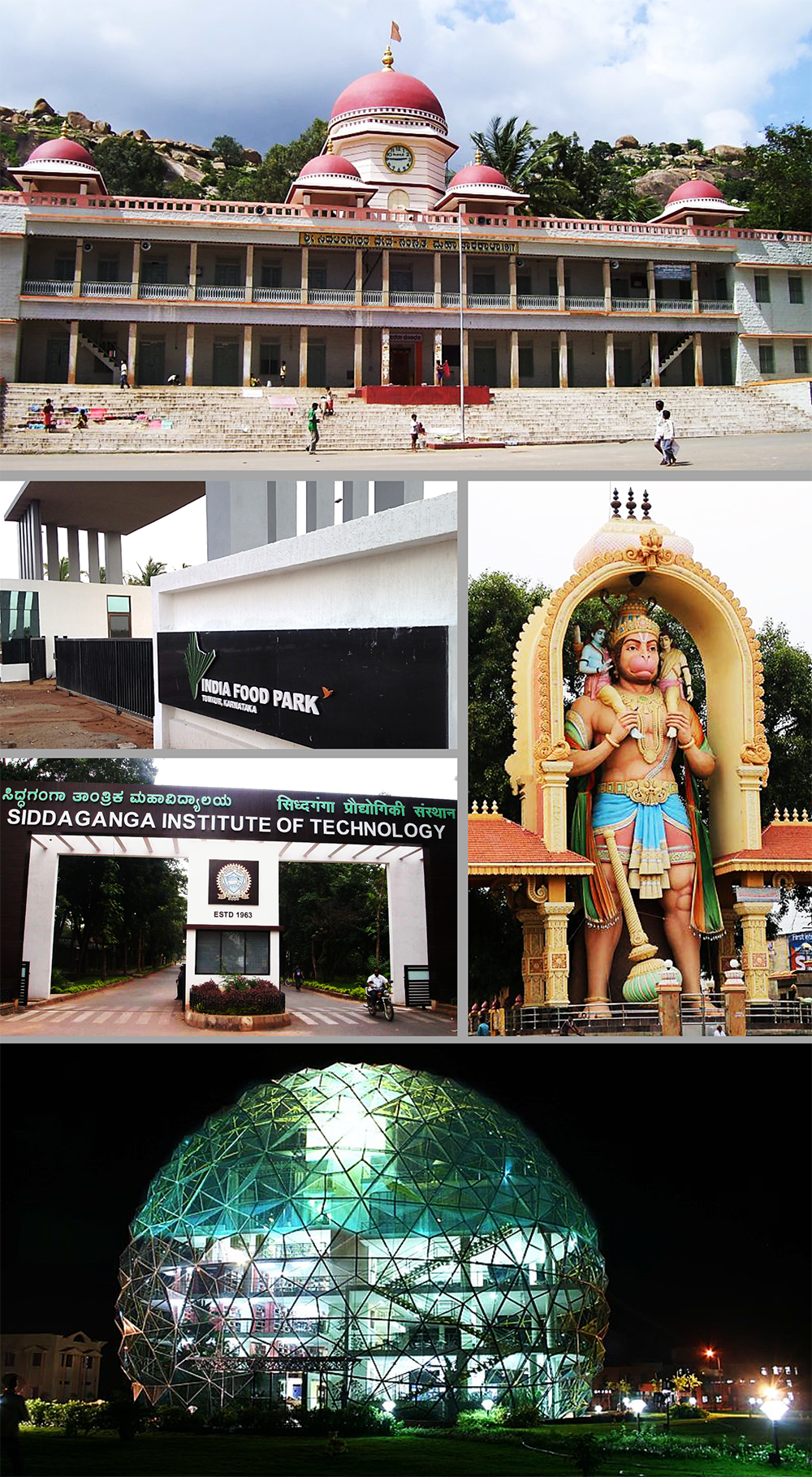
Tumakuru, verschiedene Ansichten

Tumakuru, bis 2014 Tumkur (Kannada: ತುಮಕೂರು Tumakūru), ist eine Industriestadt im südindischen Bundesstaat Karnataka, auch bekannt unter dem Namen Shaikshanika Nagari (die Stadt der Bildung) und Kalpatharu Nadu (das Land der Kokospalmen) mit rund 306.000 Einwohnern (Volkszählung 2011). 
Sie liegt im Südosten Karnatakas rund 70 Kilometer nordwestlich der Hauptstadt Bengaluru. Die Stadt ist Sitz der Verwaltung des Distrikts Tumakuru.

## Name
Anlässlich des fünfzigsten Jahrestags der Gründung Karnatakas im Jahr 2006 beschloss die Regierung des Bundesstaates nach einem Vorschlag des Schriftstellers U. R. Ananthamurthy, die englischen Namen von 13 Städten in Karnataka in ihre Kannada-Namensformen zu ändern. Hierdurch sollte Tumkur in Tumakuru umbenannt werden. Die indische Zentralregierung unter Premierminister Manmohan Singh stimmte der Namensänderung zunächst nicht zu. Erst unter der bei der 2014 neu gewählten Regierung von Premierminister Narendra Modi trat die Umbenennung am 1. November 2014 offiziell in Kraft.

## Söhne und Töchter der Stadt
- Saalumarada Thimmakka (* ca. 1911), Umweltschützerin und Frauenrechtlerin
- Raja Ramanna (1925–2004), Physiker, Motor des indischen Atomwaffenprogrammes